# Carina Aaltonen

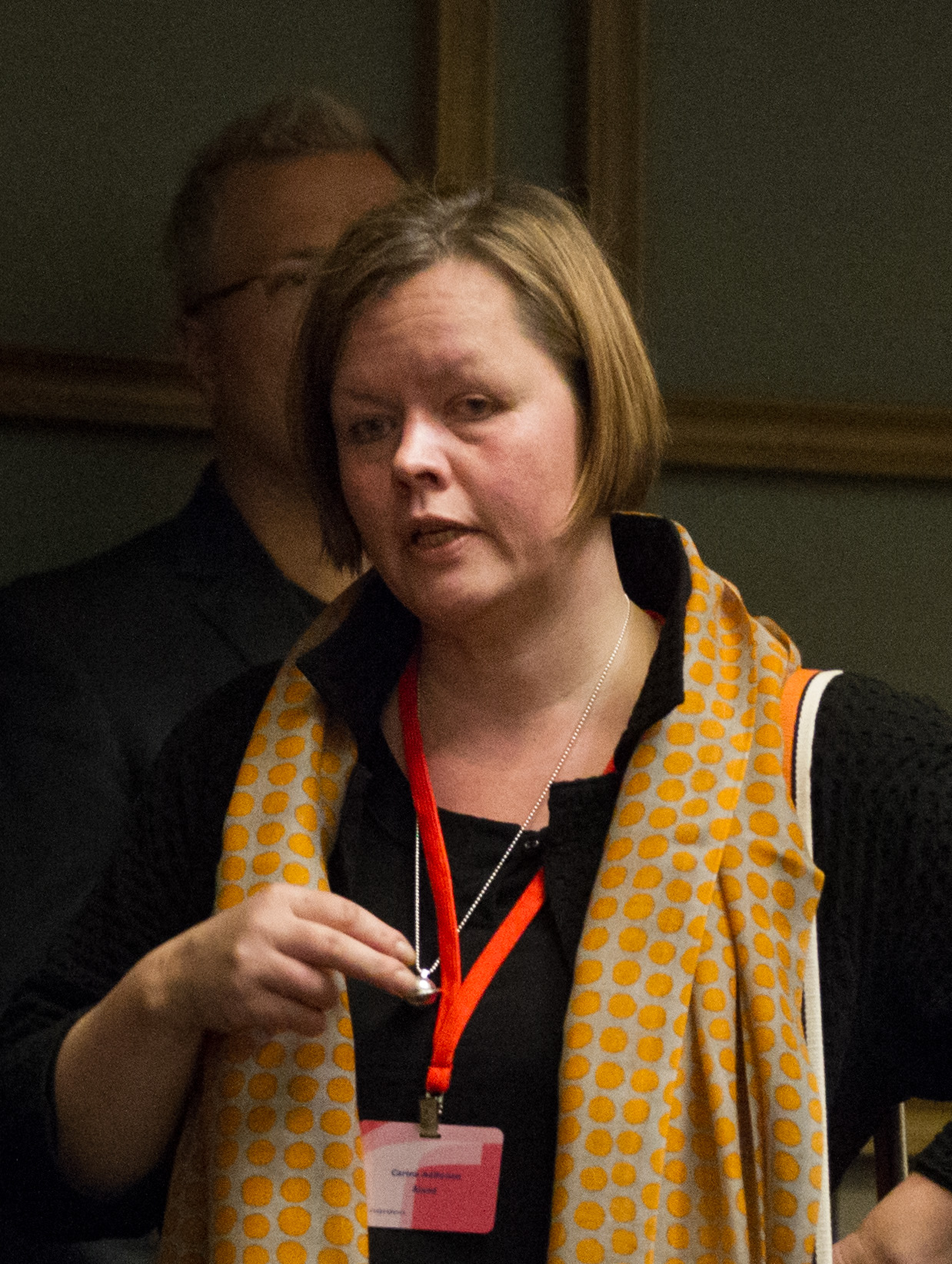
Carina Aaltonen

Carina Aaltonen (sinh ngày 19 tháng 1 năm 1964) là một chính trị gia người Åland, đại diện cho Đảng Dân chủ Xã hội. Bà đã phục vụ hai nhiệm kỳ trong hội đồng thành phố Jomala (2002–03 và 2004–11), trở thành phó chủ tịch vào năm 2008. Từ năm 2011 đến 2015, bà là Bộ trưởng Bộ Xã hội và Môi trường trong Chính quyền Vùng của Åland.
Aaltonen cũng đã phục vụ trong Hội đồng Bắc Âu, cho Hội đồng Bộ trưởng về Thủy sản, Nuôi trồng Thủy sản, Nông nghiệp, Thực phẩm và Lâm nghiệp vào năm 2012, và là đại diện của Åland về Các vấn đề Xã hội và Môi trường, từ tháng 11 năm 2011 đến tháng 11 năm 2015.
Ngoài cuộc đời chính trị của mình, bà cũng tham gia vào Phong trào Emmaus mà bà được bầu vào hội đồng Emmaus Finland vào tháng 1 năm 2015. Vào tháng 2 năm 2016, bà được bầu làm chủ tịch Emmaus Finland.